# Tondo

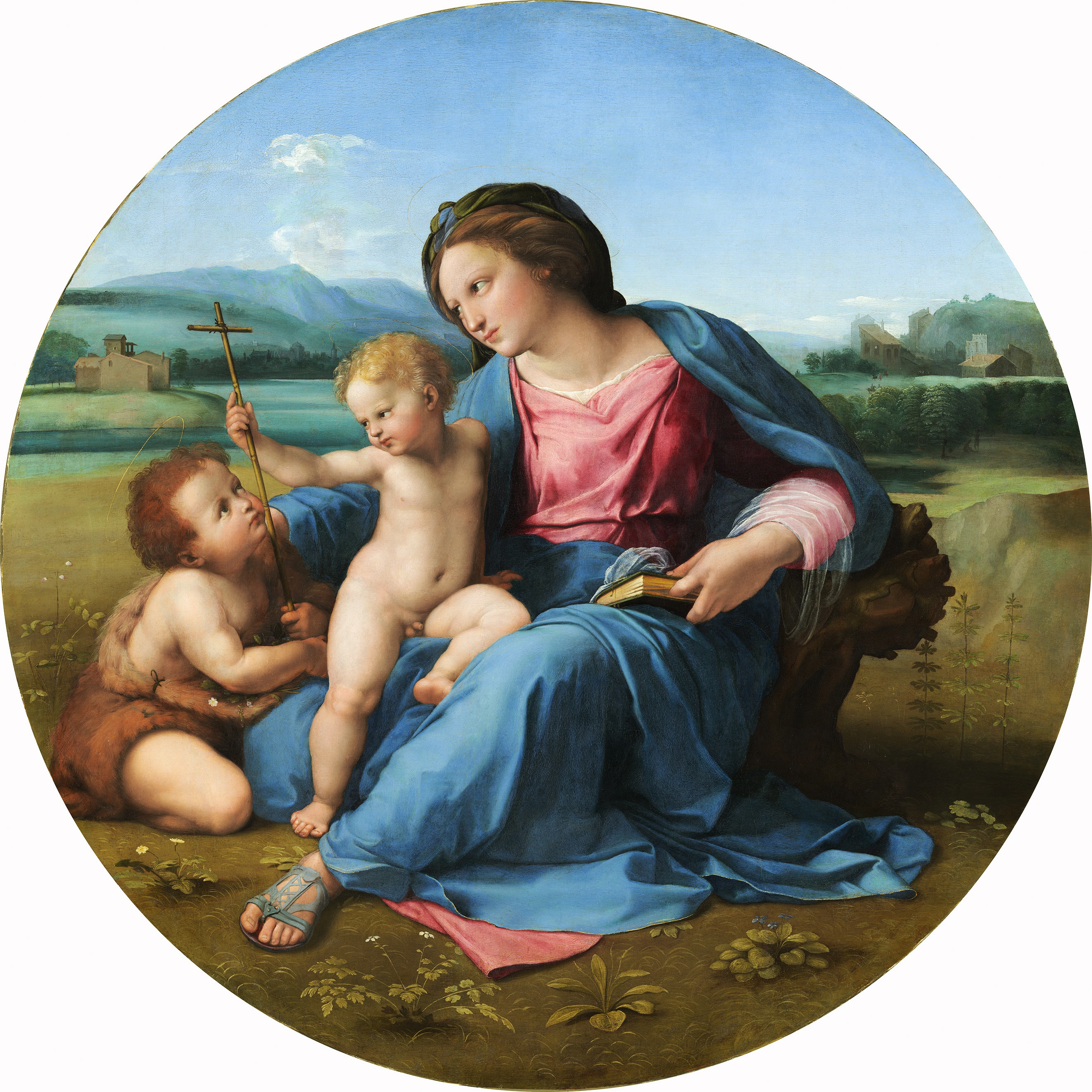
Tondo - "Albamadonnan", målning av Rafael (1511; diameter 98 cm). National Gallery of Art, Washington.

Tondo (it. "kula", "tallrik", "rundmedaljong" av lat. rotundus "rund") är en cirkelrund målning eller relief.
Inom konsten började tondon att användas i ungrenässansens Italien. Ett känt exempel är Rafaels Albamadonnan.